# Aribert
Aribert ist ein männlicher Vorname.

## Herkunft und Bedeutung
althochdeutsch heri-, „Heer, Krieger“ und -beraht, „glänzend, strahlend“

## Namensträger

### Historische Zeit
- Aribert der Obotrit (um 700), König
- Aripert I. (auch Aribert genannt; † 661), König der Langobarden
- Aripert II. († 712), König der Langobarden
- Aribert von Mailand († 1045), Erzbischof von Mailand

### Neuzeit
- Aribert von Anhalt (1864–1933), Regent des Herzogtums Anhalt
- Aribert Grimmer (1900–1963), deutscher Schauspieler
- Aribert Günzler (* 1957), deutscher Pianist, Dirigent, Autor und Komponist
- Aribert Heim (1914–1992), deutsch-österreichischer Mediziner und KZ-Arzt
- Aribert Mog (1904–1941), deutscher Schauspieler
- Aribert Peters (* 1948), deutscher Verbraucherschützer
- Aribert Reimann (1936–2024), deutscher Komponist und Pianist
- Aribert Rödel (1898–1965), deutscher Architekt
- Aribert Rothenberger (* 1944), deutscher Kinder- und Jugendpsychiater
- Aribert Wäscher (1895–1961), deutscher Schauspieler
- Aribert Weis (* 1948), deutscher Regisseur, Drehbuchautor und Filmproduzent

## Varianten
- Ariberto, Eriberto (italienisch)
- Charibert, Cheribert
- Haribert, Heribert
- Aripert
- Herbie (englisch)

Alte Kurzformen:
- Aribo
- Arbeo